# Kanał Mrzezino
Kanał Mrzezino, nazývaný také Kanał Mrzeziński, je vodní kanál na řece Reda v okrese Wejherowo a okrese Puck v Kašubsku v Pomořském vojvodství v severním Polsku. Patří do úmoří Baltského moře.

## Další informace
Kanał Mrzezino vzniká levým odtokem řeky Reda v obci Ciechocino. Jméno získal podle obce Mrzezino, kterou míji z jihu. Lze jej také chápat jako součást delty řeky Reda. V dolní části toku je opět propojen s řekou Reda přečerpávací stanicí se dvěma menšími kanály. V přírodní rezervaci Beka a Nadmořském krajinném parku (Nadmorski Park Krajobrazowy) je tok kanálu zarostlý. Nedaleko rozhledny Osłonino vtéká do Pucké zátoky Baltského moře.

## Galerie

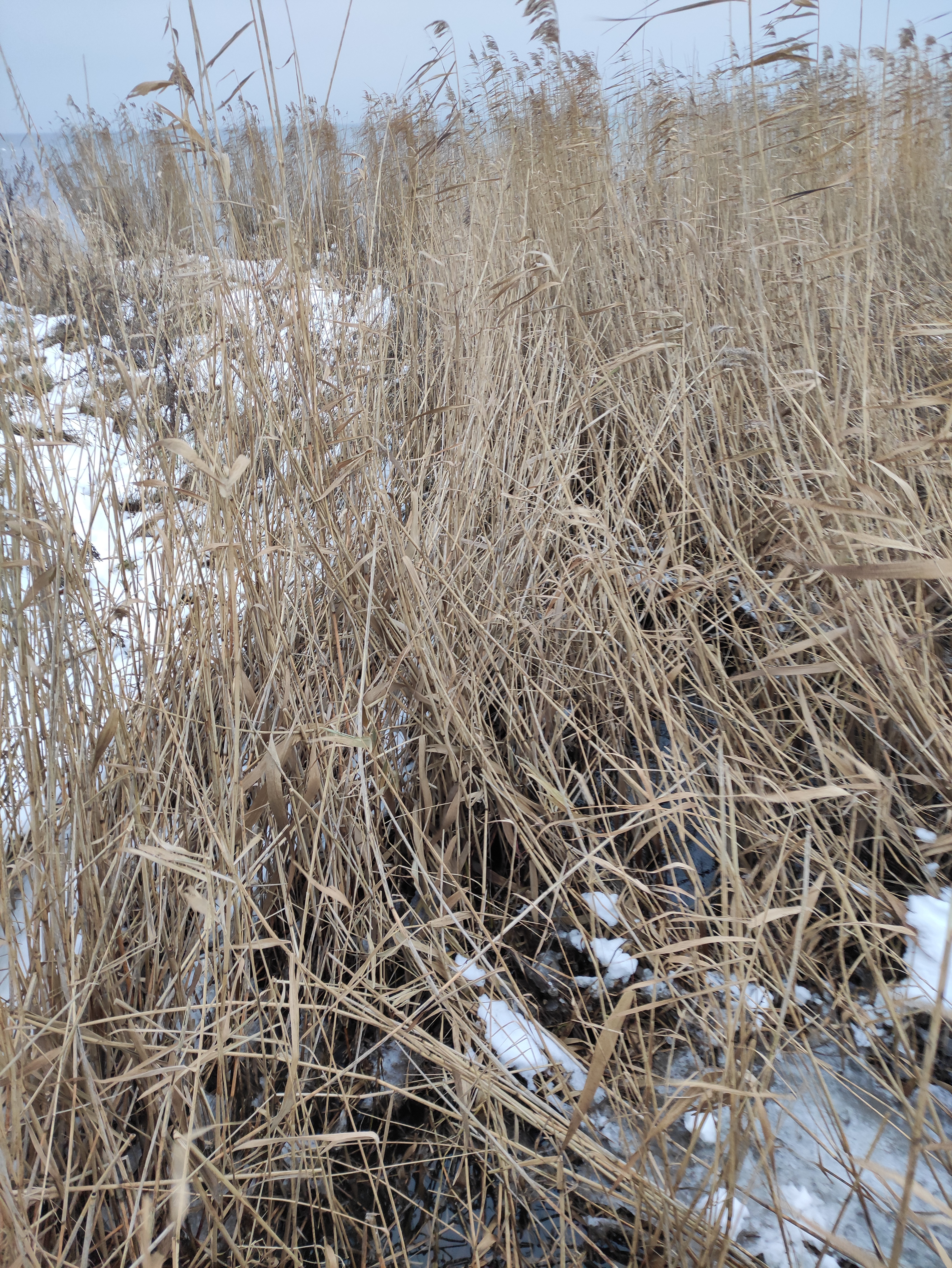